# Eddie Aikau
Edward Ryon Makuahanai Aikau dit Eddie Aikau, né le 5 mai 1946 à Kahului et disparu en mer le 17 mars 1978 au large de Lanai, est un surfeur et sauveteur américain.

## Biographie
Mort le 18 février 1978 en sauvant l'équipage du bateau sur lequel il s'était embarqué. C'est une icône du surf à Hawaï.
En 1977, il remporte le Duke Kahanamoku Invitational Surfing Championship, compétition ayant lieu à Sunset beach, là où se déroule maintenant la compétition O'Neill World Cup of Surfing. Il disparaît en mer en tentant de rallier sur sa planche de surf l’île de Lanai après que la pirogue Hokule'a de l'expédition polynésienne, organisée par la Polynesian Voyaging Society (Société de voyage polynésienne) entre Hawaï et Tahiti, se soit retournée.

## Postérité
Après sa mort, un tournoi a été créé en son honneur.